# SuperDraft de la MLS 2016
EL SuperDraft de 2016 fue el 17º evento de este tipo para la Major League Soccer, el mismo se llevó a cabo en el Baltimore, Maryland. Las dos primeras rondas del SuperDraft se llevaron a cabo el 14 de enero de 2016, las siguientes dos rondas se llevaron a cabo a través de conferencia telefónica el 19 de enero de 2016.

## Primera Ronda
|  | Miembro de Generación Adidas |

| N.º | Jugador                                    | Equipo de la MLS                                             | Universidad/Proyecto/Club                       | Posición       | Imagen |
| --- | ------------------------------------------ | ------------------------------------------------------------ | ----------------------------------------------- | -------------- | ------ |
| 1   | Jack Harrison (traspasado a New York City) | Chicago Fire                                                 | Universidad de Wake Forest                      | Centrocampista |        |
| 2   | Joshua Yaro                                | Philadelphia Union (desde Colorado Rapids)                   | Universidad de Georgetown                       | Defensa        |        |
| 3   | Keegan Rosenberry                          | Philadelphia Union                                           | Universidad de Georgetown                       | Defensa        |        |
| 4   | Brandon Vicent                             | Chicago Fire (desde New York City)                           | Universidad Stanford                            | Defensa        |        |
| 5   | Omar Holness                               | Real Salt Lake                                               | Universidad de Carolina del Norte en Chapel Hil | Centrocampista |        |
| 6   | Fabian Herbers                             | Philadelphia Union (desde Houston Dynamo)                    | Universidad Creighton                           | Centrocampista |        |
| 7   | Richie Laryea                              | Orlando City                                                 | Universidad de Akron                            | Centrocampista |        |
| 8   | Andrew Tarbell                             | San Jose Earthquakes                                         | Universidad Clemson                             | Portero        |        |
| 9   | Tsubasa Endoh                              | Toronto FC                                                   | Universidad de Maryland                         | Centrocampista |        |
| 10  | Jordan McCrary                             | New England Revolution                                       | Universidad de Carolina del Norte en Chapel Hil | Centrocampista |        |
| 11  | Julian Büscher                             | D.C. United (desde Sporting Kansas City)                     | Universidad de Siracusa                         | Centrocampista |        |
| 12  | Jonathan Campbell                          | Chicago Fire (desde Los Angeles Galaxy vía Colorado Rapids)  | Universidad de Carolina del Norte en Chapel Hil | Defensa        |        |
| 13  | Hadji Barry                                | Orlando City (desde D.C. United)                             | Universidad de Florida Central                  | Delantero      |        |
| 14  | Kyle Fisher                                | Montreal Impact                                              | Universidad Clemson                             | Defensa        |        |
| 15  | Emmanuel Appiah                            | Colorado Rapids (desde Seattle Sounders FC vía Chicago Fire) | Universidad de Cincinnati                       | Centrocampista |        |
| 16  | Cole Seiler                                | Vancouver Whitecaps                                          | Universidad de Georgetown                       | Defensa        |        |
| 17  | Ryan Herman                                | FC Dallas                                                    | Universidad de Washington                       | Portero        |        |
| 18  | Justin Bilyeu                              | New York Red Bulls                                           | Universidad del Sur de Illinois en Edwardsville | Defensa        |        |
| 19  | Rodrigo Saravia                            | Columbus Crew                                                | Universidad de la Costa del Golfo de Florida    | Centrocampista |        |
| 20  | Ben Polk                                   | Portland Timbers                                             | Universidad de Siracusa                         | Delantero      |        |

## Segunda Ronda
|  | Miembro de Generación Adidas |

| N.º | Jugador                | Equipo de la MLS                                                               | Universidad/Proyecto/Club                          | Posición       | Imagen |
| --- | ---------------------- | ------------------------------------------------------------------------------ | -------------------------------------------------- | -------------- | ------ |
| 21  | Chase Minter           | Columbus Crew (desde Chicago Fire vía Orlando City)                            | Universidad Politécnica Estatal de California      | Centrocampista |        |
| 22  | Alex Morrell           | Chicago Fire (desde Colorado Rapids)                                           | Universidad del Norte de Florida                   | Delantero      |        |
| 23  | Taylor Washington      | Philadelphia Union                                                             | Universidad George Mason                           | Defensa        |        |
| 24  | Michael Salazar        | Montreal Impact (desde New York City)                                          | Universidad de California en Riverside             | Delantero      |        |
| 25  | Max Lachowecki         | Real Salt Lake                                                                 | Universidad de Notre Dame                          | Defensa        |        |
| 26  | Ivan Magalhães         | Houston Dynamo                                                                 | Universidad de Maryland                            | Defensa        |        |
| 27  | Tony Alfaro            | Seattle Sounders FC (desde Orlando City vía Philadelphia Union vía Toronto FC) | Universidad Estatal de California, Dominguez Hills | Defensa        |        |
| 28  | Patrick Hodan          | San Jose Earthquakes                                                           | Universidad de Notre Dame                          | Centrocampista |        |
| 29  | Christopher Hellmann   | Vancouver Whitecaps (desde Toronto FC)                                         | Universidad Lynn                                   | Delantero      |        |
| 30  | Michael Gamble         | New England Revolution                                                         | Universidad de Wake Forest                         | Delantero      |        |
| 31  | Kyle Parker            | Columbus Crew (desde Sporting Kansas City)                                     | Universidad de Carolina del Norte en Charlotte     | Delantero      |        |
| 32  | Paul Clowes            | D.C. United (desde Los Angeles Galaxy vía Orlando City)                        | Universidad Clemson                                | Centrocampista |        |
| 33  | Timo Pitter            | FC Dallas (desde D.C. United vía Chicago Fire vía Colorado Rapids)             | Universidad Creighton                              | Centrocampista |        |
| 34  | Eric Verso             | Montreal Impact                                                                | Universidad Stanford                               | Centrocampista |        |
| 35  | Zach Mathers           | Seattle Sounders FC                                                            | Universidad Duke                                   | Centrocampista |        |
| 36  | Thomas Sanner          | Vancouver Whitecaps                                                            | Universidad de Princeton                           | Delantero      |        |
| 37  | Dennis Castillo        | Colorado Rapids (desde FC Dallas)                                              | Universidad de la Mancomunidad de Virginia         | Defensa        |        |
| 38  | Zach Carroll           | New York Red Bulls                                                             | Universidad Estatal de Míchigan                    | Defensa        |        |
| 39  | Keegan Smith           | Montreal Impact (desde Columbus Crew)                                          | Universidad de San Diego                           | Delantero      |        |
| 40  | Neco Brett             | Portland Timbers                                                               | Universidad Robert Morris                          | Delantero      |        |
| 41  | Marshall Hollingsworth | Columbus Crew (desde Chivas USA)                                               | Universidad Wheaton                                | Delantero      |        |

## Tercera Ronda
|  | Miembro de Generación Adidas |

| N.º | Jugador               | Equipo de la MLS                                                | Universidad/Proyecto/Club                       | Posición       | Imagen |
| --- | --------------------- | --------------------------------------------------------------- | ----------------------------------------------- | -------------- | ------ |
| 42  | Josh Turnley          | Los Angeles Galaxy (desde Chicago Fire)                         | Universidad de Georgetown                       | Defensa        |        |
| 43  | Chris Froschauer      | Colorado Rapids                                                 | Universidad Estatal de Ohio                     | Portero        |        |
| 44  | Mitchell Lurie        | Philadelphia Union                                              | Universidad Rutgers                             | Defensa        |        |
| 45  | Colin Bonner          | FC Dallas (desde New York City)                                 | Universidad de Carolina del Norte en Chapel Hil | Delantero      |        |
| 46  | Amass Amankona        | Real Salt Lake                                                  | Universidad de Dayton                           | Centrocampista |        |
| 47  | TJ Casner             | Houston Dynamo                                                  | Universidad Clemson                             | Delantero      |        |
| 48  | Antonio Matarazzo     | Orlando City                                                    | Universidad de Columbia                         | Centrocampista |        |
| 49  | Kip Colvey            | San Jose Earthquakes                                            | Universidad Politécnica Estatal de California   | Defensa        |        |
| 50  | James Moberg          | Vancouver Whitecaps (desde Toronto FC)                          | Universidad de Washington                       | Centrocampista |        |
| 51  | Femi Hollinger-Janzen | New England Revolution                                          | Universidad de Indiana Bloomington              | Delantero      |        |
| 52  | Ryan James            | Sporting Kansas City                                            | Universidad Estatal de Bowling Green            | Centrocampista |        |
| 53  | Emir Alihodzic        | Seattle Sounders FC (desde D.C. United)                         | Universidad de Nebraska Omaha                   | Centrocampista |        |
| 54  | Brendan Hines-Ike     | Montreal Impact                                                 | Universidad del Sur de Florida                  | Defensa        |        |
| 55  | Javan Torre           | Colorado Rapids (desde Seattle Sounders FC vía Toronto FC)      | Universidad de California en Los Ángeles        | Delantero      |        |
| 56  | Vincent Keller        | Chicago Fire (desde Vancouver Whitecaps vía New York Red Bulls) | Universidad Creighton                           | Defensa        |        |
| 57  | Bradley Kamdem        | Colorado Rapids (desde FC Dallas)                               | Universidad de Nevada, Las Vegas                | Defensa        |        |
| 58  | Mitchell Taintor      | Toronto FC (desde New York Red Bulls)                           | Universidad Rutgers                             | Centrocampista |        |
| 59  | Vince Cicciarelli     | Columbus Crew                                                   | Universidad de San Luis                         | Delantero      |        |
| 60  | Wade Hamilton         | Portland Timbers                                                | Universidad Politécnica Estatal de California   | Portero        |        |

## Cuarta Ronda
|  | Miembro de Generación Adidas |

| N.º | Jugador          | Equipo de la MLS                                   | Universidad/Proyecto/Club                     | Posición       | Imagen |
| --- | ---------------- | -------------------------------------------------- | --------------------------------------------- | -------------- | ------ |
| 61  | Vincent Mitchell | Chicago Fire                                       | Universidad Butler                            | Centrocampista |        |
| 62  | John Manga       | Colorado Rapids                                    | Universidad de Cincinnati                     | Delantero      |        |
| 63  | Cole Missimo     | Philadelphia Union                                 | Universidad Northwestern                      | Centrocampista |        |
| 64  | Connor Sparrow   | Real Salt Lake (desde New York City)               | Universidad Creighton                         | Portero        |        |
| 65  | Liam Doyle       | D.C. United (desde Houston Dynamo)                 | Universidad Estatal de Ohio                   | Defensa        |        |
| 66  | Tobenna Uzo      | Orlando City                                       | Universidad de Costa de Carolina              | Delantero      |        |
| 67  | Tyler Thompson   | San Jose Earthquakes                               | Universidad Stanford                          | Centrocampista |        |
| 68  | Darius Madison   | Toronto FC                                         | Universidad de Maryland, Condado de Baltimore | Delantero      |        |
| 69  | Josh Heard       | Vancouver Whitecaps (desde New England Revolution) | Universidad de Washington                     | Centrocampista |        |
| 70  | Faik Hajderovic  | Sporting Kansas City                               | Universidad de San Luis                       | Centrocampista |        |
| 71  | Michael Nelson   | Seattle Sounders FC                                | Universidad de Old Dominion                   | Defensa        |        |
| 72  | Tyler David      | Vancouver Whitecaps                                | Universidad de San Luis                       | Defensa        |        |
| 73  | Jacob Speed      | FC Dallas                                          | Universidad Metodista del Sur                 | Defensa        |        |
| 74  | Brian James      | Toronto FC (desde Columbus Crew)                   | Universidad Estatal de Pensilvania            | Centrocampista |        |
| 75  | Trevor Morley    | Portland Timbers                                   | Universidad Estatal de California, Northridge | Defensa        |        |

## Selecciones por Posición
| Ronda   | Portero | Defensa | Mediocampista | Delantero | Totales |
| ------- | ------- | ------- | ------------- | --------- | ------- |
| Primera | 2       | 7       | 9             | 2         | 20      |
| Segunda | 0       | 6       | 6             | 9         | 21      |
| Tercera | 2       | 7       | 6             | 4         | 19      |
| Cuarta  | 1       | 5       | 6             | 3         | 15      |
| Totales | 5       | 25      | 27            | 18        | 75      |